# Justus Kipius
Justus Kipius (auch Kiepe, Kipp, von Kipe; * 1588 in Hameln; † 1664 in Hannover) war ein deutscher Jurist, Diplomat und Kanzler des Fürstentums Calenberg.

## Leben und Wirken

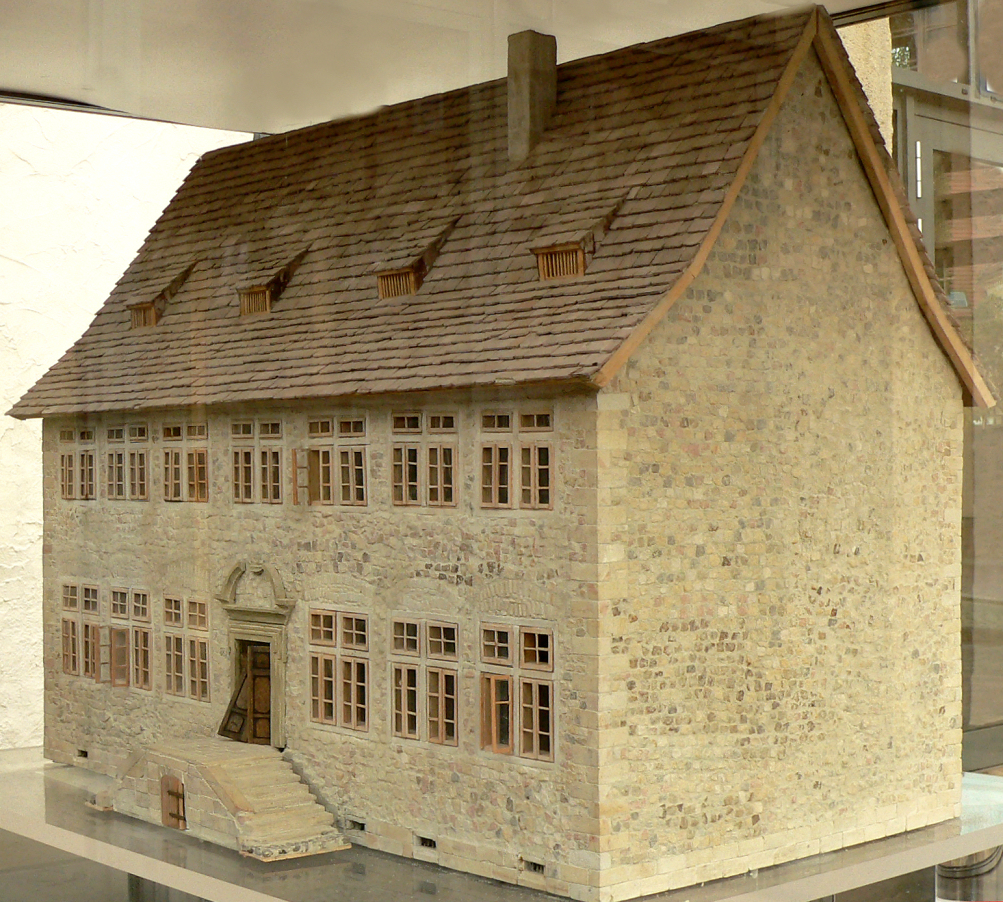
Der 1646 von Justus Kipius in Hameln errichtete Kiepehof als Modell

Justus Kipius studierte ab 1612 Rechtswissenschaften in Helmstedt. 1616 promovierte er in Marburg zum Doktor der Rechte.
1614 erhielt er einen Ruf auf einen Lehrstuhl für römisches Privatrecht an der Universität Stadthagen. Nach nur vierjähriger Lehrtätigkeit gab er die Hochschullehrerlaufbahn auf und wurde 1618 Stadtsyndicus in Stadthagen. Ab 1627 wirkte er als Hof- und Konsistorialrat für Herzog Friedrich Ulrich zu Braunschweig in Wolfenbüttel. In dieser Funktion übernahm er verschiedene wichtige Aufträge, beispielsweise die Prozessführung gegen die untreue, geflüchtete Ehefrau des Herzogs. Justus Kipius war mit dem Helmstedter Theologieprofessor Georg Calixt befreundet. 1629 ging er zur Vertretung der herzoglichen Interessen im Dreißigjährigen Krieg als außerordentlicher Gesandter nach Wien und 1633 als Gesandter zum Frankfurter Konvent.
Nach dem Tod Herzog Friedrich Ulrichs 1634 diente er Herzog Georg zu Braunschweig und Lüneburg (Calenberg) unter anderem als Gesandter beim kurfürstlichen Kollegialtag in Regensburg. 1638 wurde er von Kaiser Ferdinand III. in den Reichsadelsstand erhoben und begründete damit das Adelsgeschlecht derer von Kipe.
Herzog Christian Ludwig zu Braunschweig und Lüneburg (Calenberg), der Nachfolger Herzog Georgs, berief ihn nach dessen Tod im Jahr 1641 zum Kanzler des Fürstentums Calenberg. 1661 legte Kipius sein Amt nieder. Er starb 1664.
In Hameln erwarb er 1646 den sogenannten Kipehof, den er neu in Stein erbauen ließ. Der Kiepehof blieb bis nach 1825 über 150 Jahre im Familienbesitz. Er wurde 1971, obwohl noch intakt, auf Beschluss des Rates der Stadt abgerissen.

## Ehe und Nachkommen
Er heiratete Anna Beate von Campe aus dem Hause Kirchberg.
Ihre Nachkommen, die verschiedentlich im südlichen Niedersachsen begüterten Freiherren von Kipe, sind:
- Daniel Jobst
- Johann Friedrich
- Bodo Wilhelm Freiherr von Kipe (* 6. März 1644; 27. März 1700 in Hasperde) wurde von Kaiser Leopold I. in den Reichsfreiherrenstand erhoben; er kaufte am 5. Februar 1675 die Güter Schloss Hasperde und Flegessen ⚭ Agnes Dorothee von Knigge aus dem Hause Bredenbeck
  - Agnes († 4. März 1696 in Hasperde)
  - Anna Osterheld (* 16. August 1671 in Hameln; † 27. Juni 1713 in Hasperde, beerd. in Flegessen) ⚭ Rittmeister Claus Johann von Reden
  - Jobst Wilhelm (* 1674 in Hasperde; † 30. August 1732 in Hameln); 1688 Freiherr; Oberhauptmann zu Bissendorf; Erbherr auf Hasperde, Flegessen, Imbshausen, Sack und Hameln ⚭ Gertrud Elisabeth Magdalena von Steinberg (* 1680 in Wispenstein; 26. Februar 1749 in Flegessen), Erbin des Rittergutes Imbshausen. Sie behielt die Güter bis zu ihrem Tod.
    - Friedrich Wilhelm (* 18. Juni 1708 in Hasperde; † 22. April 1751 in Hannover, beerd. im Münster in Hameln)
      - ⚭ 1.) Anna Dorothee Freiin von Hake aus dem Haus Ohr († 7. Mai 1749 in Hasperde, beerd. im Münster in Hameln)
        - Magdalena Sophie Friederike (* 19. August 1740 in Hameln; † 1801)
          - ⚭ 1.) 1762 Obristleutnant Otto Moritz von Düring († 20. Oktober 1765)
          - ⚭ 2.) 14. September 1768 Ludewig Friedrich von Beulwitz (* 1726; † 1796, beerdigt auf dem Gartenfriedhof Hannover)

        - Sophie (* 8. August 1742 in Hasperde), ⚭ 15. November 1758 den Hofrat Ernst Wilhelm von Reden
        - Wilhelmine (* 18. Juni 1746 in Hasperde), Erbin von Imbshausen, ⚭ 22. Februar 1775 (in Regensburg?) Oberforstmeister Freiherrn von Stralenheim. Seither sitzen die Stralenheim bis heute auf Schloss Imbshausen.

      - ⚭ 2.) Friederike Wilhelmine von Zastrow (verw. von Hodenhagen) († 14. Oktober 1764) verwaltete Flegessen und Hasperde 1751–1764
        - Amalie Ernestine (* 8. April 1748 in Hasperde; † 15. April 1825), Erbin von Hasperde, ⚭ 22. Februar 1775 Freiherr Adolf Christoph von Hake; Besitzer von Diedersen, später General der Infanterie. Die Hake besaßen Hasperde bis Ende des 20. Jahrhunderts, ihre Erben bis heute.
        - Sophie (* 13. Juli 1751) ⚭ 12. Februar 1770 Hofrat von Ompteda (Dietrich Heinrich Ludwig?)